# Athylia venosa
Athylia venosa är en skalbaggsart som först beskrevs av Francis Polkinghorne Pascoe 1864.  Athylia venosa ingår i släktet Athylia och familjen långhorningar. Inga underarter finns listade.